# Tini: Violettas Zukunft
Tini: Violettas Zukunft (Originaltitel: Tini: El gran cambio de Violetta) ist ein argentinischer Spielfilm aus dem Jahr 2016. Der Film ist eine Fortsetzung der Disney-Channel-Telenovela Violetta (2012–2015). Die Hauptrolle der „Violetta“ spielte erneut Martina Stoessel. Weltpremiere feierte der Film am 23. April 2016 in Amsterdam, während er erst am 3. November 2016 in die deutschen Kinos kam. Kinostart in Argentinien war am 3. Juni 2016 und in Spanien am 6. Mai 2016.

## Handlung
Violetta könnte nicht glücklicher sein. Sie hat einen erfolgreichen Sänger, León, als Freund und steht selbst im Showbusiness sehr erfolgreich da. Aber sie muss feststellen, dass das Leben als Star sehr anstrengend ist und sie keine Zeit mehr für sich hat. Sie vermisst León und ihre Familie sehr. Und dann muss sie noch erfahren, dass ihr Freund angeblich eine Beziehung mit seiner Schauspielkollegin Melanie hat. Sie ahnt nicht, dass León nur auf eine Intrige von Melanie hereingefallen ist. Da kommt für Violetta der Brief von Isabella, die in Italien ein Haus für junge Künstler führt, gerade recht.
Auf ihrer Reise zu sich selbst lernt sie den angehenden Tänzer Caio, die Stylistin Miranda und die Fotografin Eloisa kennen, die allesamt gute Freunde für sie werden. León erhält währenddessen einen Anruf von Violettas Stiefschwester Ludmila, die eine Modekette in Madrid führt, und erfährt von Violettas Weggang. Gemeinsam machen sie sich auf den Weg zu ihr. Violetta lernt durch Isabella, wer sie wirklich ist. Doch als ihre Vergangenheit, Gegenwart und Zukunft aufeinandertreffen, muss sie sich entscheiden: für ihr bisheriges Leben oder für ein Leben als die neue Künstlerin „Tini“.

## Hintergrund
Im Oktober 2015 gab der lateinamerikanische Disney Channel bekannt, dass zur beliebten Fernsehserie Violetta ein Spielfilm produziert wird, wiederum mit Martina Stoessel in der Hauptrolle. Neben den bekannten Schauspielern aus der Serie, Jorge Blanco, Mercedes Lambre, Clara Alonso und Diego Ramos, wurden auch neue Rolle vergeben, so etwa an den Mexikaner Adrián Salzedo, die US-Amerikanerin Sofia Carson und an den Italiener Leonardo Cecchi.
Die Dreharbeiten fanden von Oktober bis Dezember 2015 hauptsächlich in Sizilien statt. Einige Szenen wurden in Spanien und in Buenos Aires gedreht.

## Besetzung und Synchronisation
Die deutsche Synchronfassung entstand nach dem Dialogbuch von Jennifer Schöngarth unter der Dialogregie von Iris Artajo bei der FFS Film- & Fernseh-Synchron in Berlin.
| Rolle                    | Schauspieler           | Synchronsprecher/in           |
| ------------------------ | ---------------------- | ----------------------------- |
| Violetta Castillo        | Martina Stoessel       | Kristina Tietz                |
| León Vargas              | Jorge Blanco           | Ricardo Richter               |
| Caio Timón               | Adrián Salzedo         | Ozan Ünal                     |
| Ludmila Ferro            | Mercedes Lambre        | Kaya Marie Möller             |
| Germán Castillo          | Diego Ramos            | Viktor Neumann                |
| Ángeles „Angie“ Carrará  | María Clara Alonso     | Nicole Hannak                 |
| Melanie Sánchez          | Sofia Carson           | Yvonne Greitzke               |
| Isabella Juarez          | Ángela Molina          | Cornelia Meinhardt            |
| Saúl Paulo               | Leonardo Cecchi        | Patrick Baehr                 |
| Raúl Jimenez             | Ridder van Kooten      | Dirk Stollberg                |
| Miranda Morris           | Beatrice Arnera        | Tanya Kahana                  |
| Eloisa Martinez          | Georgina Amorós        | Marie Christin Morgenstern    |
| Roko Benjamin            | Francisco Viciana      | Jeremias Koschorz             |
| Stefano Mario            | Pasquale Di Nuzzo      | Maximilian Artajo-Kwasniewski |
| Willy                    | Rolando San Martín     | Claudio Maniscalco            |
| Luca Juarez              | Valentino Gray         |                               |
| Moderatorin              | Andrea Carballo        | Britta Steffenhagen           |
| Mitarbeiter 1            | Juan Martín Gravina    |                               |
| Mitarbeiter 2            | Florencia Aragón       | Cornelia Waibel               |
| Journalistin             | Tábata Cerezo          | Maja Maneiro                  |
| Regisseur Videoclip León | Niko Verona            | Benjamin Stöwe                |
| Maskenbildnerin          | Lucía De La Torre      | Melinda Rachfahl              |
| Enza                     | Francesca Barresi      |                               |
| Gigino                   | Turi Giordano          |                               |
| Mutter von Caio          | Maria Concetta Cipolla |                               |
| María Saramego           | Florencia Erdozain     | Victoria Sturm                |

## Soundtrack
Der Soundtrack ist auf dem Debütalbum von Martina Stoessel, Tini, erhältlich. Das Album erschien weltweit am 29. April 2016.
Tracklist:
1. Siempre Brillarás – Martina Stoessel
2. Se Escapa Tu Amor – Martina Stoessel
3. Yo te amo a ti – Martina Stoessel & Jorge Blanco
4. Confía En Mí – Martina Stoessel
5. Born to Shine – Martina Stoessel
6. I Want You – Martina Stoessel & Jorge Blanco
7. Light Your Heart – Jorge Blanco
8. Losing the Love – Martina Stoessel
9. Siempre Brillarás (Akustikversion) – Martina Stoessel

Am 25. März 2016 erschien Siempre Brillarás sowie die englische Version Born to Shine als Single. Das Musikvideo zur spanischen Version wurde am selben Tag veröffentlicht, während das Video zu Born to Shine am 8. April 2016 erschien. Am 22. April 2016 veröffentlichte Jorge Blanco sein Musikvideo zu Light Your Heart. Am Tag der Albumveröffentlichung erschien ein Musikvideo zu Yo te amo a ti (spanische Version von I want you).

## Tini: Violettas Zukunft – Am Set
Tini: Violettas Zukunft – Am Set (Originaltitel: Aquí y ahora: Tini – El gran cambio de Violetta) ist ein TV-Special aus dem Jahr 2016. Das Special wurde im April 2016 auf dem Disney Channel in Lateinamerika erstausgestrahlt. Die deutschsprachige Erstausstrahlung erfolgte am 22. Oktober 2016 auf dem Free-TV-Sender Disney Channel.
Der Violetta-Schauspieler Facundo Gambandé schleicht sich hinter die Kulissen des Films Tini: Violettas Zukunft während des Innendrehs in Madrid und interviewt die Darsteller. Es werden außerdem direkte Einblicke in den Film gezeigt. Um in das Studio hineinzukommen, muss er sich verkleiden, damit der Pressechef ihn nicht erkennt. Letztendlich wird er jedoch von diesem erkannt und muss flüchten.
Besetzung und Synchronisation
| Rolle              | Schauspieler     | Synchronsprecher/in |
| ------------------ | ---------------- | ------------------- |
| Facundo            | Facundo Gambandé | Christian Zeiger    |
| Pressechef         | Diego Villena    | Florian Hoffmann    |
| Tini / Violetta    | Martina Stoessel | Kristina Tietz      |
| Jorge / León       | Jorge Blanco     | Ricardo Richter     |
| Mercedes / Ludmila | Mercedes Lambre  | Kaya Marie Möller   |
| Clara / Angie      | Clara Alonso     | Nicole Hannak       |
| Diego / Germán     | Diego Ramos      | Viktor Neumann      |
| Adrián / Caio      | Adrián Salzedo   | Ozan Ünal           |
| Leonardo / Saúl    | Leonardo Cecchi  | Patrick Baehr       |